# لوكهيد فينتورا
لوكهيد فينتورا  (بالإنجليزية: Lockheed Ventura)‏ هي طائرة متعددة المهام بمحركين أنتجت في الولايات المتحدة. من صناعة شركة لوكهيد. كانت تستخدم بشكل أساسي من قبل بحرية الولايات المتحدة. كان أول طيران لها في 31 يوليو 1940.

## المستخدمون
- بحرية الولايات المتحدة
- سلاح الجو الملكي